# Antão Vaz

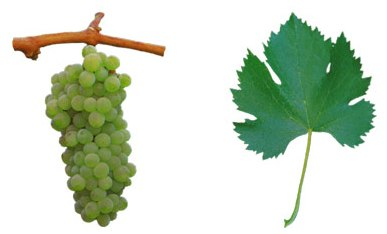
Antão Vaz

De Antão Vaz is een witte druivensoort uit Portugal uit de hete en droge regio Alentejo.

## Geschiedenis
Dit ras komt uit het zuiden van de regio Alentejo, die zich van Midden-Portugal tot Zuid-Portugal uitstrekt.
DNA-onderzoek heeft in 2012 uitgewezen dat de Cayetana Blanca een van de ouders is.

## Kenmerken
De Antão Vaz is een zeer sterk ras, dat goed bestand is tegen hitte en droogte en resistent is tegen de meeste plantenziektes. De trossen zijn groot, met relatief grote druiven die een zeer dikke schil hebben. De wijn is van goede kwaliteit, heeft het aroma van tropisch fruit en kent een goede balans tussen zuurgraad en alcohol. Ook wordt deze druif succesvol geblend met een tweetal andere soorten, namelijk de Arinto de Bucelas en de Síria.

## Gebieden
Tot voor kort werd deze druif slechts verbouwd rond Vidigueira in het zuiden van Alentejo, maar tegenwoordig vindt de teelt in de hele regio plaats, specifiek in Reguengos, Évora en Moura, zodat het nu een van de meest geplante variëteiten is in de regio met een totaal van ruim 1.400 hectare.

## Synoniemen
- Antonio Vaz[1]